# Indiana Jones e o Grande Círculo
Indiana Jones e o Grande Círculo (no original em inglês: Indiana Jones and the Great Circle) é um jogo de ação e aventura desenvolvido pela MachineGames e será publicado pela Bethesda Softworks. Baseado na franquia Indiana Jones, o jogo apresentará uma narrativa original inspirada na série de filmes. Ambientado entre os eventos de Raiders of the Lost Ark (1981) e Indiana Jones and the Last Crusade (1989), a história segue o arqueólogo Indiana Jones em 1937, enquanto ele tenta frustrar diversos grupos que buscam explorar um poder ligado ao Grande Círculo, locais misteriosos ao redor do mundo que formam um círculo perfeito quando conectados em um mapa. O jogo abrange várias localidades do mundo real, como Roma, Tailândia, Egito e os Himalaias.
Indiana Jones and the Great Circle é jogado principalmente a partir de uma perspectiva em primeira pessoa, com terceira pessoa sendo utilizada para elementos contextuais, como interação ambiental. Os jogadores controlam Indy enquanto navegam por áreas lineares, sensíveis à história, e paisagens mais amplas e exploratórias. O combate pode ser enfrentado diretamente ou completamente evitado através do uso de mecânicas de furtividade, e o icônico chicote do personagem pode ser usado tanto como arma quanto como meio de atravessar obstáculos, solucionando diversos quebra-cabeças para descobrir caminhos alternativos e colecionáveis ocultos.
Bethesda e MachineGames anunciaram conjuntamente o desenvolvimento do jogo em janeiro de 2021, em colaboração com a Lucasfilm Games. Dirigido por Jerk Gustafsson, que reprisa suas funções dos títulos anteriores da MachineGames, Wolfenstein: The New Order (2014) e Wolfenstein: Youngblood (2019). Gordy Haab atua como compositor do jogo, contribuindo com peças originais e reinterpretações de temas clássicos dos filmes de John Williams. Indiana Jones and the Great Circle será produzido executivamente por Todd Howard da Bethesda Game Studios, que também concebeu a história do jogo. Este é o primeiro jogo baseado na franquia desde Indiana Jones Adventure World (2011).
Indiana Jones and the Great Circle está programado para ser lançado para Windows e Xbox Series X/S em 2024 e estará disponível no primeiro dia no Xbox Game Pass

## Jogabilidade
Indiana Jones and the Great Circle é um jogo de ação e aventura que também consiste em estilos de jogo em vários outros gêneros. Como arqueólogo Indiana Jones, o jogador pode optar por usar furtividade ou entrar em combate direto com os inimigos. O jogo também inclui vários quebra-cabeças, muitos dos quais são opcionais. O chicote de Jones pode ser usado para combate e para atravessar certas áreas. O jogo é jogado a partir de uma perspectiva de primeira pessoa, mas muda para uma visão de terceira pessoa para certas ações e cenas de jogo, como quando Jones usa seu chicote para passar por cima de lacunas ou quando.

## Trama

### Personagens e cenário
Indiana Jones and the Great Circle apresenta uma narrativa original inspirada na série de filmes. A história se passa em 1937, colocando-o entre os eventos do primeiro filme, Os Caçadores da Arca Perdida (ambientado em 1936), e o terceiro filme, Indiana Jones and the Last Crusade (ambientado em 1938). Como ambos os filmes, o jogo se passa antes dos acontecimentos da Segunda Guerra Mundial. Todas as três potências do Eixo (Alemanha nazista, Itália fascista e Império do Japão) servirão como antagonistas, com os nazistas desempenhando o papel antagônico mais central.
O jogo começa depois que Jones deixa sua noiva, Marion Ravenwood. Após o roubo de um artefato do Marshall College, Jones vai ao Vaticano para investigar. Jones observa que locais de significado espiritual foram construídos ao longo da história, percebendo que suas localizações formam um círculo perfeitamente alinhado ao redor do globo.  Além de Roma, outros locais incluem os templos de Parque Histórico de Sucotai na Tailândia, as pirâmides egípcias e o nevado Himalaia. Durante sua jornada, ele se junta a Gina Lombardi, uma repórter investigativa interessada no caso.  Eles enfrentam Emmerich Voss, que usa manipulação psicológica contra seus inimigos.

## Desenvolvimento
Em 12 de janeiro de 2021, Lucasfilm Games e Bethesda Softworks anunciaram planos para eventualmente lançar um jogo baseado na franquia Indiana Jones. Seria desenvolvido pela MachineGames, com Todd Howard atuando como produtor executivo através da Bethesda. Ambas as empresas são propriedade da ZeniMax Media. Howard considerou a MachineGames uma empresa ideal para desenvolver o projeto por causa de seu trabalho na série Wolfenstein, que envolve uma batalha contra os nazistas, como a franquia Indiana Jones. Howard concebeu a história do jogo. Como produtor executivo, ele ocasionalmente verifica o progresso do jogo, em vez de ter um papel prático.
Howard, um fã de Indiana Jones, já havia proposto tal jogo para George Lucas por volta de 2009, embora o projeto não tenha avançado naquela época, em parte porque a Bethesda não tinha recursos para desenvolvê-lo. Além disso, a Lucasfilm queria publicar o jogo, função que a Bethesda buscava preencher, e as duas não conseguiram chegar a um acordo.
O anúncio do jogo para 2021 foi acompanhado por um teaser trailer que incluía vários Easter eggs e dicas sobre o cenário do jogo. Em meados de 2021, o jogo estava em um estado inicial de desenvolvimento. Foi desenvolvido usando o motor de jogo id Tech. Jerk Gustafsson atuou como diretor do jogo. Jens Andersson ingressou no projeto como diretor de design no final de 2022, após ter sido contratado anteriormente no mesmo cargo para o jogo planejado para 2009. Andersson também atuou como designer-chefe em The Chronicles of Riddick: Escape from Butcher Bay (2004) e The Darkness (2007). A equipe de Indiana Jones inclui mais de 20 desenvolvedores que trabalharam anteriormente em The Darkness.
O título, os detalhes da história e as primeiras imagens do jogo foram revelados em 18 de janeiro de 2024, durante o vídeo de apresentação Xbox Developer_Direct do Xbox. Também foi anunciada a perspectiva em primeira pessoa do jogo, que recebeu uma resposta mista. MachineGames, Indiana Jones and the Great Circle continua a tradição de desenvolver jogos na perspectiva de primeira pessoa, ao mesmo tempo que o diferencia dos jogos de terceira pessoa nas franquias semelhantes Tomb Raider e Uncharted. O ponto de vista em primeira pessoa também foi escolhido para imergir totalmente o jogador no papel de Indiana Jones.